# Seksueel burgerschap
De term seksueel burgerschap verwijst naar de seksuele rechten en mogelijkheden die mensen binnen een maatschappij hebben. Het betreft de erkenning van seksuele identiteiten en voorkeuren. Seksueel burgerschap ligt in het verlengde van de notie burgerschap, wat naar de maatschappelijke status gebaseerd op rechten en plichten van een natuurlijk persoon verwijst.

## Betekenis
De term seksueel burgerschap werd in 1933 geïntroduceerd door David Evans in Sexual Citizenship: The Material Construction of Sexualities. Hierin beargumenteert Evans dat seksualiteit in de 20e eeuw wordt vormgegeven door kapitalisme, en dat alternatieve seksuele identiteiten alleen maar worden getolereerd als ze passen binnen een consumptiemaatschappij. Evans onderscheidt verschillende subcategorieën van seksueel burgerschap: homoseksueel burgerschap, biseksueel burgerschap, transseksueel burgerschap, pedoseksueel burgerschap en het seksueel burgerschap van vrouwen.
Binnen de homobeweging werd de term seksueel burgerschap begin twintigste eeuw ook kritisch ingevuld, om te wijzen op de exclusie van alternatieve seksuele identiteiten in de maatschappij. Feministen gebruikten de term om de mannelijke dominantie in de maatschappij te bekritiseren.
Sinds de jaren negentig wordt seksueel burgerschap in toenemende mate gezien als een mogelijkheid tot ontwikkeling van de heersende seksuele moralen. De ontwikkeling van de notie seksueel burgerschap zou kunnen leiden tot een nieuwe maatschappelijke ethiek rondom seksualiteit. Ondanks de groeiende interesse in de notie seksueel burgerschap, blijven praktische beschrijvingen van de invulling ervan meestal vaag. De definitie van de term seksueel burgerschap is namelijk niet geheel eenduidig. Het gaat doorgaans over meer dan slechts de juridische erkenning en acceptatie van verschillende seksualiteiten; seksueel burgerschap omvat ook normatieve en ethische componenten.

## Seksuele burgerrechten
Diane Richardson in "Constructing Sexual Citizenship: Theorizing Sexual Rights" beargumenteert dat de verschillende juridische en morele componenten van seksueel burgerschap omvat kunnen worden in een raamwerk van drie soorten seksuele burgerrechten: rechten gebaseerd op gedrag, op identiteit en op relatie.

### Gedrag
Seksuele rechten gebaseerd op gedrag omvatten voornamelijk het juridische aspect van seksueel burgerschap. Deze rechten gaan over de uitoefening van activiteiten rondom seksualiteit in zowel de private als de publieke sfeer, bijvoorbeeld het recht om campagne voeren voor seksuele vrijheid of het plegen van abortus.

### Identiteit
Seksuele rechten gebaseerd op identiteit gaan over seksuele zelfdefinitie en de ontwikkeling van seksuele identiteit, bijvoorbeeld het recht om homoseksueel te zijn en publiek erkend te worden als homoseksueel. Onder seksuele burgerrechten gebaseerd op identiteit valt ook het recht op institutionele inclusie. Dit betekent dat instanties in alle aspecten van de maatschappij (arbeidsmarkt, onderwijs, woningmarkt, etc.) burgers niet uitsluiten of benadelen op basis van hun seksuele identiteit.

### Relaties
Seksuele rechten gebaseerd op relaties omvatten het recht om vrij een seksuele partner te kiezen, de maatschappelijke erkenning en acceptatie van alle soorten seksuele relaties, en het recht op zeggenschap in seksuele relaties.

## Ontwikkeling in juridische en sociale zin
Sinds de twintigste eeuw heeft vooral in het juridische aspect van seksueel burgerschap ontwikkeling plaatsgevonden, met name in de westerse wereld. Een voorbeeld hiervan is de legalisatie van het homohuwelijk in grote delen van Europa, Noord- en Zuid-Amerika en Australië. Seksueel burgerschap in sociale zin is echter vrijwel overal nog zeer beperkt. Zowel niet-westerse als westerse maatschappijen worden nog altijd gedomineerd door heteronormativiteit.